# Стара Богданівка
Стара Богдані́вка — село в Україні, у Радсадівській сільській громаді Миколаївського району Миколаївської області. Населення становить 554 особи.

## Населення

### Мова
Розподіл населення за рідною мовою за даними перепису 2001 року:
| Мова       | Кількість | Відсоток |
| ---------- | --------- | -------- |
| українська | 513       | 92.6%    |
| російська  | 41        | 7.4%     |
| Усього     | 554       | 100%     |

## Історія

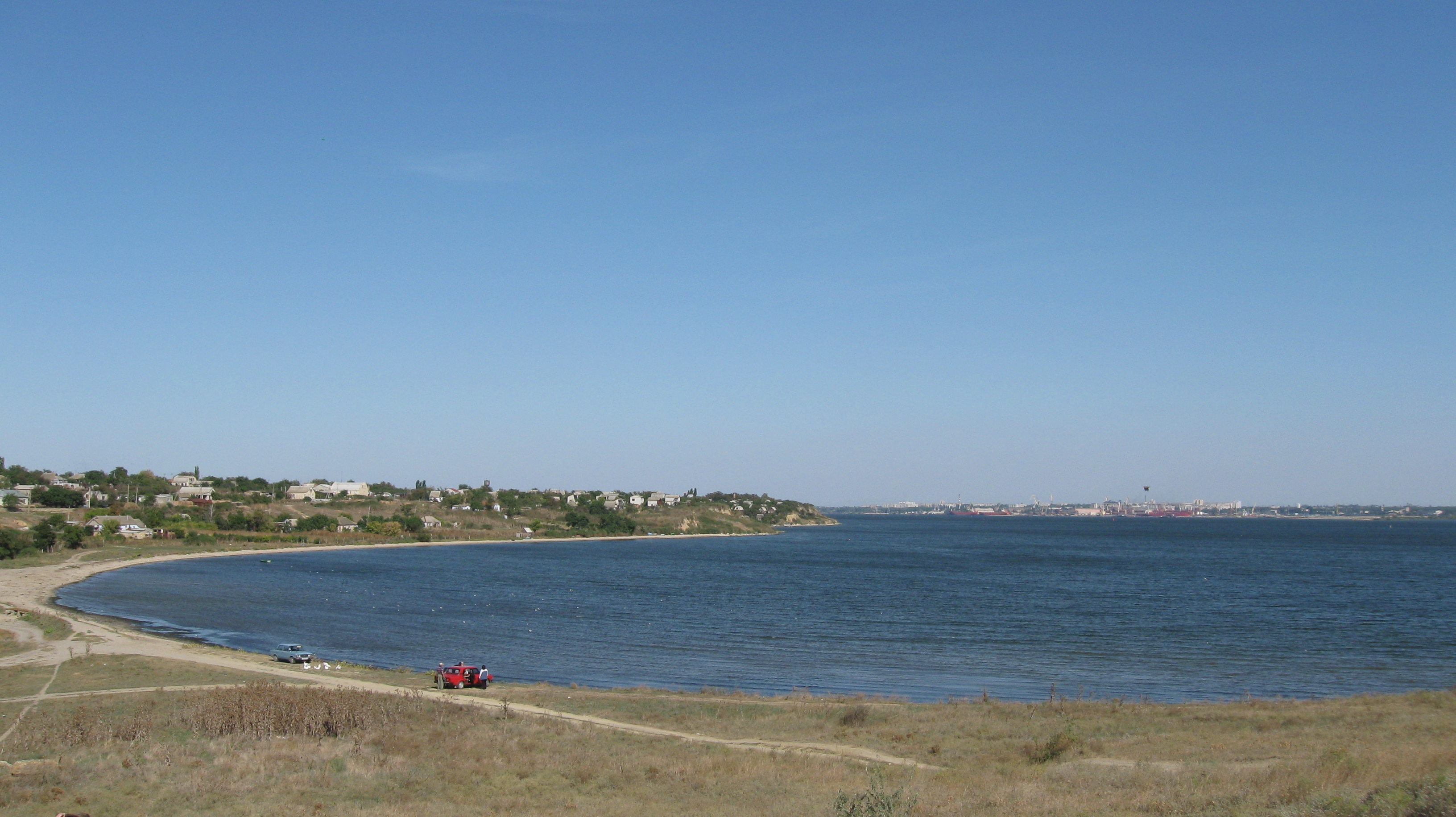
Стара Богданівка на березі Бузького лиману

У середині XVIII століття на місці села виникло невелике кримськотатарське поселення з назвою Діреклея, або Дереклея, по імені пологої балки, в якій розташоване селище. Після підписання у 1791 році Ясського мирного договору до Російської імперії відійшли землі між Південним Бугом і Дністром. Один з героїв Російсько-турецької війни 1787—1792 років Петро Григорович Богданович отримав від Катерини II у володіння землі сьогоднішньої Старої Богданівки і почав заселення земель вихідцями з центральних малоросійських губерній і вільними запорізькими козаками, звільненими від військової служби.

## Цікаві факти
У місті Миколаєві є вулиця Дереклейська, що отримала свою назву на честь кримськотатарського поселення Дереклея.